# Витка (Новгородская область)
Ви́тка — деревня в Новгородском муниципальном районе Новгородской области, относится к Трубичинскому сельскому поселению.

## География
Деревня расположена с юга на север вдоль участка автомобильной дороги из Великого Новгорода в Санкт-Петербург федеральной автомагистрали «Россия» (М10, E 105 Москва — Санкт-Петербург), на расстоянии 5 км от областного центра. От административного центра сельского поселения, деревни Трубичино, Витку отделяет небольшая река Виточка, на правом берегу реки между деревнями расположена церковь Покрова Пресвятой Богородицы. Вдоль всей западной части деревни на расстоянии около 1 км от центра проходит железная дорога Чудово — ст. Новгород на Волхове — оставшийся участок введённый в эксплуатацию 18 мая 1871 года железной дороги Чудово — Новгород — Шимск — Старая Русса (бо́льшая часть дороги не восстановлена после Великой Отечественной войны), а вдоль восточной части деревни протекает река — Питьба, впадающая в Волхов.

## История
В 1941 году во время Великой Отечественной войны Витка была оккупирована немецко-фашистскими войсками. 19 января 1944 года войска Волховского фронта под командованием генерала армии Мерецкова освободили деревню (Ленинградско-Новгородская операция).

## Достопримечательности
В соответствии с Указом Президента РФ от 20.02.95 № 176 «Об утверждении перечня объектов исторического и культурного наследия федерального (общероссийского) значения», к таким объектам отнесён трёхпролётный мост XVIII века через реку Виточка, между Трубичино и Виткой.

## Экономика
Хлебопекарня «Витка-Хлеб» (ИП Хорькова)